# NBA All-Star Weekend Celebrity Game
Le NBA All-Star Celebrity     Game est un concours du NBA All-Star Weekend. Il oppose des anciens joueurs NBA, des anciennes joueuses WNBA, des acteurs, des musiciens, et des athlètes d'autres disciplines sportives. La première édition a eu lieu en 2004 à Los Angeles, Californie,.
Il y eut parmi les participants à la dernière édition en 2009, Chris Tucker, Michael Rapaport, Donald Faison, Zachary Levi, Terrell Owens, Dominique Wilkins, Clyde Drexler et Lisa Leslie. Owens fut nommé MVP de la rencontre.